# Zella Day
Zella Day Kerr (n. 13 de marzo de 1995; Pinetop, Arizona, Estados Unidos), conocida artísticamente como Zella Day es una cantante y guitarrista estadounidense.

## Biografía
Zella Day nació y creció en Pinetop, Arizona, junto a su hermana Mia Kerr.  Su madre es de origen bohemio, originaria de la antigua República Checa. 

### 2012-presente: Kicker y Zella Day
Day lanzó su primer sencillo «Seven Nation Army», cover de The White Stripes, el 14 de junio de 2012, bajo el sello WAX LTD. 
Fue incluida en el sencillo de Sultan & Ned Shepard «All These Roads» junto con Sam Martin.  Un vídeo musical fue estrenado el 22 de octubre de 2013.  
El 21 de marzo de 2014 lanzó un audio de una canción inédita llamada «1965». La canción fue lanzada digitalmente, como su sencillo debut «1965 ~ Sweet Ophelia».  El mismo mes lanzó  su EP debut Zella Day en vinilo.
En 2015 publicó su álbum debut, Kicker, con la discográfica Hollywood Records. Contiene 12 canciones, incluyendo sus éxitos más recientes, East of Eden, Sweet Ophelia y Hypnotic. Para las dos últimas canciones también grabó videos musicales, disponibles en el canal de Youtube VEVO.
En 2016 lanzó dos singles que se incluirán en su segundo álbum, titulados Man on the Moon y Hunniepie.

## Discografía

### Álbumes

#### Álbumes de estudio
| Título          | Detalles del álbum                                                                            | Posicionamientos | Posicionamientos | Posicionamientos | Posicionamientos | Ventas | Certificación |
| Título          | Detalles del álbum                                                                            | US               | US Digital       | US Alt.          | US Sales         | Ventas | Certificación |
| --------------- | --------------------------------------------------------------------------------------------- | ---------------- | ---------------- | ---------------- | ---------------- | ------ | ------------- |
| Powered by Love | - Released 8 de febrero de 2009 - Label: Zella Day Music - Format: CD                         | —                | —                | —                | —                |        |               |
| Kicker          | - Released 29 de junio de 2015 - Label: Pinetop, Hollywood - Format: CD, LP, digital download | 65               | 23               | 7                | 41               |        |               |

#### Extended plays
| Título              | Detalles del álbum                                                                        | Posicionamientos | Posicionamientos |
| Título              | Detalles del álbum                                                                        | US               | US Heat          |
| ------------------- | ----------------------------------------------------------------------------------------- | ---------------- | ---------------- |
| Cynics vs. Dreamers | - Released 22 de mayo de 2012 - Label: Self-released, Wax Ltd. - Format: Digital download | —                | —                |
| Zella Day           | - Released September, 2014 - Label: Pinetop - Format: LP, digital download                | —                | 16               |

### Singles

#### Como artista principal
| Año                           | Canción                  | Posicionamientos | Posicionamientos | Álbum               |
| Año                           | Canción                  | US Adult Alt.    | US Adult Pop.    | Álbum               |
| ----------------------------- | ------------------------ | ---------------- | ---------------- | ------------------- |
| 2012                          | "Seven Nation Army"      | —                | —                | —                   |
| 2013                          | "No Sleep to Dream"      | —                | —                | Cynics vs. Dreamers |
| 2013                          | "I Lost Track of Time"   | —                | —                | —                   |
| 2014                          | "1965" / "Sweet Ophelia" | —                | —                | Kicker              |
| 2015                          |                          |                  |                  | Kicker              |
| "East of Eden"                | —                        | —                |                  | Kicker              |
| "Hypnotic"                    | 25                       | 28               |                  | Kicker              |
| "High"                        | —                        | —                |                  | Kicker              |
| 2016                          |                          |                  |                  | Kicker              |
| "Mustang Kids (feat. Baby E)" | —                        | —                |                  | Kicker              |
| "Man on the Moon"             | —                        | —                | —                |                     |
| "Hunnie Pie"                  | —                        | —                | —                |                     |

#### Como artista invitada
| Año  | Canción                                                               | Posicionamientos | Álbum |
| Año  | Canción                                                               | US               | Álbum |
| ---- | --------------------------------------------------------------------- | ---------------- | ----- |
| 2013 | "All These Roads" (Sultan & Ned Shepard feat. Zella Day y Sam Martin) | —                | —     |
| 2016 | "Make a Change" (Nahko and Medicine for the People feat. Zella Day)   | —                | —     |

### Otras apariciones
| Año  | Canción     | Álbum                                                              |
| ---- | ----------- | ------------------------------------------------------------------ |
| 2015 | "Sacrifice" | The Divergent Series: Insurgent Original Motion Picture Soundtrack |

### Videos musicales
| Año  | Título                                                                | Director(s)       | Ref. |
| ---- | --------------------------------------------------------------------- | ----------------- | ---- |
| 2013 | "All These Roads" (Sultan & Ned Shepard feat. Zella Day y Sam Martin) | Desconocido       |      |
| 2013 | "No Sleep to Dream"                                                   | Gianennio Salucci |      |
| 2014 | "Sweet Ophelia"                                                       | Gianennio Salucci |      |
| 2014 | "Electric Love" (BØRNS feat. Zella Day)                               | Titanic Sinclair  |      |
| 2015 | "Hypnotic"                                                            | Gianennio Salucci |      |
| 2015 | "Jameson"                                                             | Dana Morris       |      |
| 2016 | "Mustang Kids"                                                        | Tim Mattia        |      |